# TVR (motoryzacja)

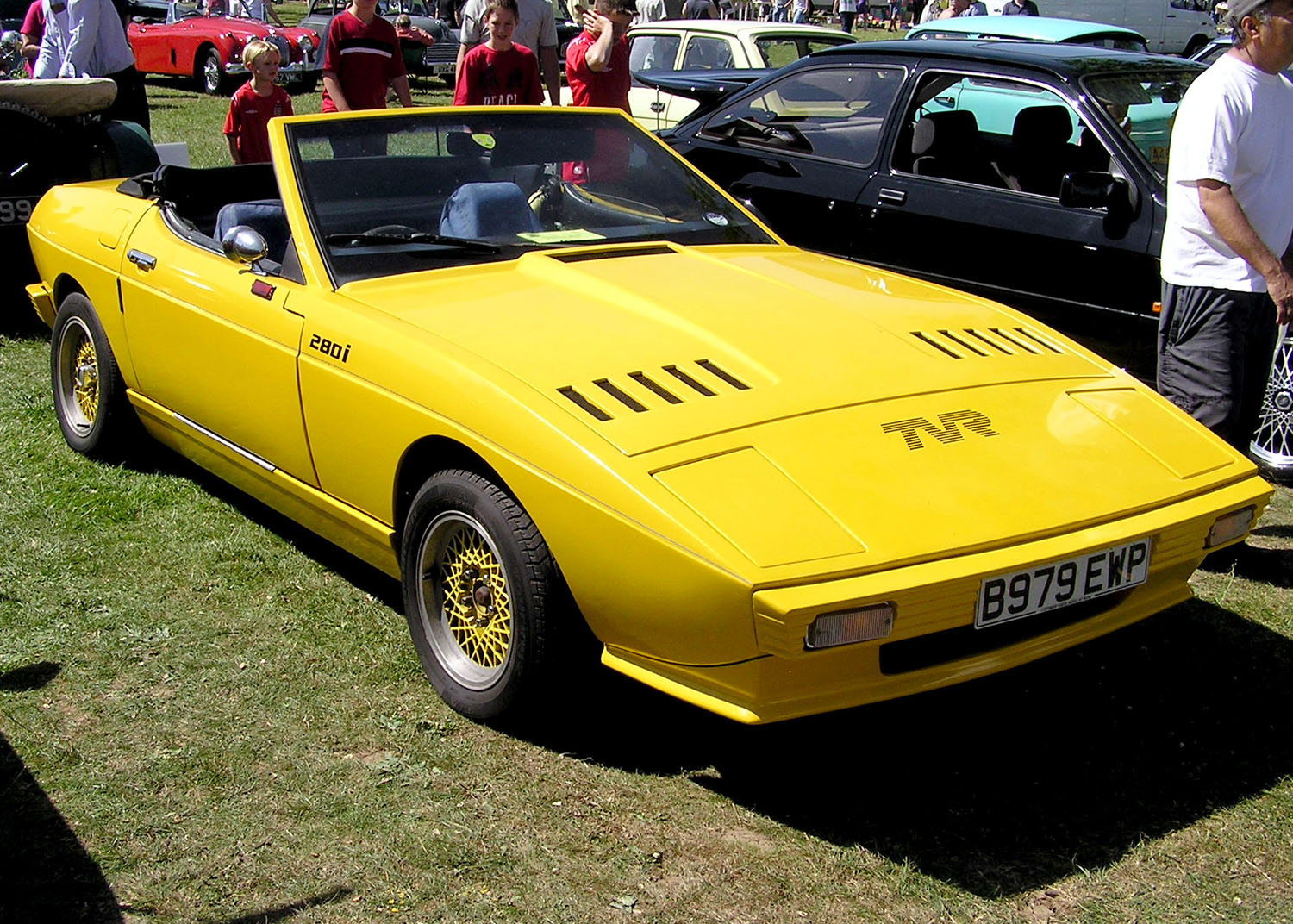
TVR Tasmin

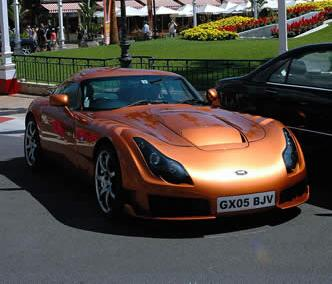
TVR Sagaris

TVR – brytyjska marka samochodów sportowych założona w 1947 roku przez Trevora Wilkinsona, młodego inżyniera z Blackpool. Marka wyrosła z pasji młodego inżyniera w powojennej Anglii i choć przez lata przeszła burzliwą historię, wciąż rozpala wyobraźnię fanów motoryzacji.

## Historia
historia rozpoczęła się w 1946 roku kiedy młody inżynier Trevor Wilkinson założył firmę trevcar Motors w nadmorskim Blackpool. Rok później zmieniła ona nazwę na TVR Engineering - od skrótu jego imienia (TreVoR). pierwszy prototyp sportowego pojazdu powstał w 1949 roku. Była to lekka konstrukcja oparta na stalowej ramie rurowej, z ręcznie wykonaną aluminiową karoserią i silnikiem Forda pojemności 1172 cm3.
w 1958 roku światło dzienne ujrzał seryjny model - TVR Grantura. Był to jeden z pierwszych samochodów, w których zastosowano nadwozie z włókna szklanego, co znacząco obniżyło masę pojazdu.
w latach 60 i 70 firma rozwijała kolejne modele - Griffith (1963) z potężnym silnikiem V8, Vixen (1967), a także kultowy Tuscan V8, który stanowił mocniejsze rozwinięcie poprzednich konstrukcji. W latach 70 TVR zaprezentował acałą serię "M" - obejmującą wersje coupe, kabriolety i hatchbacki, jak 3000M, 350M, Taimar czy Convertible. Były to auta surowe, szybkie i w pełni zgodne z duchem niezależnej, brytyjskiej motoryzacji. w 1980 roku na rynku zadebiutował TVR Tasmin, zaprojektowany z geometryczną, futurystyczną linią nadwozia. Był to pierwszy model powstały w czasach, gdy firmę przejęła nowa grupa inwestorów. 

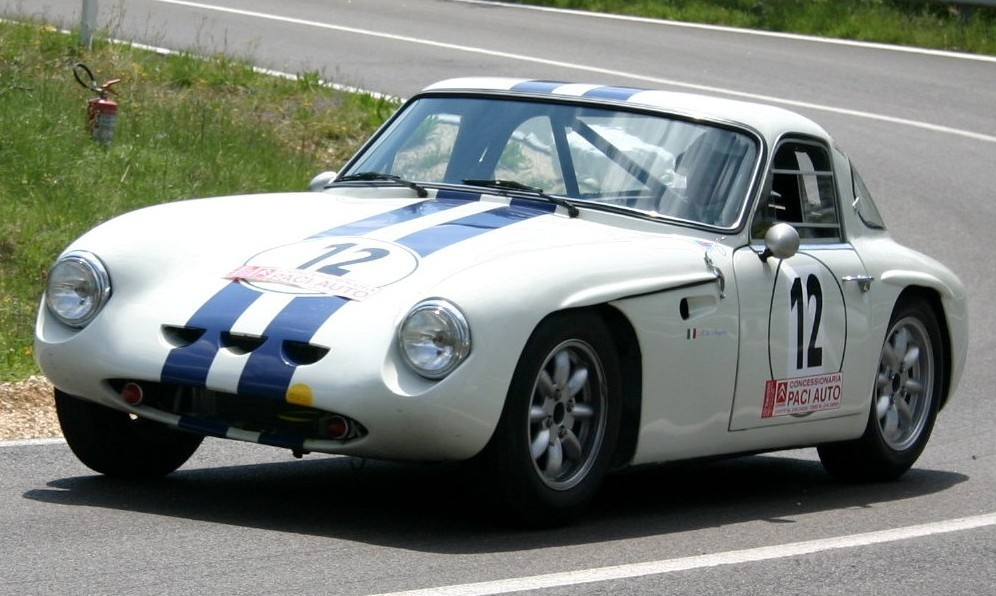
TVR Grantura

w 1981 roku firmę przejął Peter Wheeler - entuzjasta motoryzacji i były inżynier chemik. Z jego inicjatywy powstały najbardziej kultowe modele w historii marki:
- TVR Griffith (1991) - powrót do klasycznych propozycji i brutalnej mocy.
- Chimaera (1992) - sportowy roadster z silnikiem V8 Rovera.
- Cerbera (1996) - czteromiejscowy GT z własnym silnikiem TVR Speed Eight.
- Tuscan (1999) - znany z "Operacji Śmierć" i wyścigowych sukcesów.
- Tamora (2002) - mniejsze coupe dla nowej grupy klientów.

W 2004 roku Wheeler sprzedał firmę rosyjskiemu milionerowi Nikolajowi Smolenskiemu. Niestety, nowy właściciel nie potrafił utrzymać marki na rynku. Produkcja stopniowo malała, a w 2006 roku fabrykę w Blackpool zamknięto. Marka przez kolejne lata podpadała w stagnację i niemal zniknęła z motoryzacyjnej mapy świata.
w 2013-2015 roku firmę przejął brytyjski przedsiębiorca Les Edgar, który zapowiedział reaktywację marki w wielkim stylu. Nowy TVR miał być dwuosobowym, tylnonapędowym sportowym autem, wyposażonym w wolossący silnik V8 Cosworth z suchą miską olejową, z lekką strukturą nadwozia w technologii iStream Gordona Murraya (twórcy McLarena F1). Współpraca z Gordon Murray Design i firmą Cosworth została oficjalnie potwierdzona w czerwcu 2015. Model o nazwie TVR Griffith (2024) miał być spadkobiercą klasyki z lat 90. Pomimo entuzjazmu i setek wpłaconych zaliczek, produkcja nie rozpoczęła się w 2017 roku, jak zapowiadano. Problemy z finansowaniem, przepisami homologacyjnymi i budową nowej fabryki w Walii spowodowały wieloletnie opóźnienia. Do połowy 2025 roku samochód wciąż nie trafiło do produkcji seryjnej.